# Heliogomphus lyratus
Heliogomphus lyratus är en trollsländeart som beskrevs av Fraser 1933. Heliogomphus lyratus ingår i släktet Heliogomphus och familjen flodtrollsländor. IUCN kategoriserar arten globalt som akut hotad. Inga underarter finns listade i Catalogue of Life.